# Frediano von Lucca
Frediano von Lucca (* um 520 in Irland; † 18. März 588 in Lucca, Italien), deutsch auch Frigidian von Lucca, ist ein Heiliger der römisch-katholischen Kirche

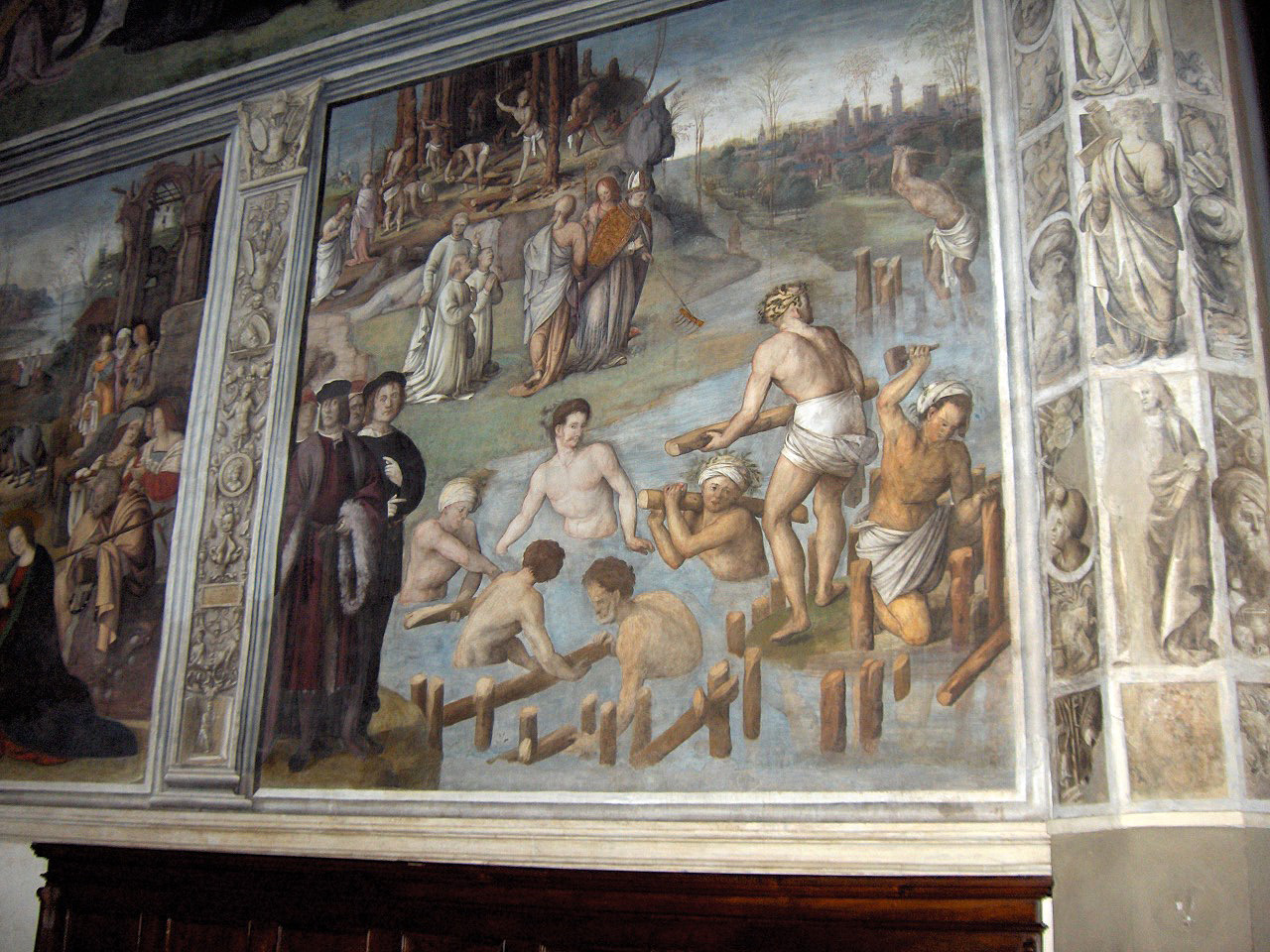
Das Wunder von San Frediano; San Frediano Basilica, Lucca, italien

## Leben
Der Legende nach war Frediano der Sohn des irischen Königs Ulaid. Er erhielt eine christliche Erziehung und machte um 540 eine Wallfahrt nach Rom. Nach seiner Rückkehr in die Heimat gründete er ein Kloster, ehe er nach Italien zurückging, wo er das Sakrament der Priesterweihe empfing. Im Jahre 560 erhielt er die Ernennung zum Bischof von Lucca. Während seiner Amtszeit soll er zahlreiche Wunder gewirkt haben. So bewahrten seine Gebete die Stadt vor der Überflutung durch den Serchio.
Er starb am 18. März 588.
Die Existenz des heiligen Frediano gilt dank der schriftlichen Überlieferungen des heiligen Papstes Gregor des Großen als gesichert. Im toskanischen Lucca wurde ihm die Kirche Chiesa di San Frediano geweiht, unter deren Hochaltar sich sein Grab befindet. In diesem Gotteshaus wurden auch Richard von Wessex sowie die heilige Zita bestattet.

## Quelle
- Vollständiges Heiligen-Lexikon, Band 2. Augsburg 1861, S. 317.

| Personendaten    | Personendaten                                                  |
| ---------------- | -------------------------------------------------------------- |
| NAME             | Frediano von Lucca                                             |
| ALTERNATIVNAMEN  | Frigidian von Lucca                                            |
| KURZBESCHREIBUNG | Bischof von Lucca und Heiliger der römisch-katholischen Kirche |
| GEBURTSDATUM     | um 520                                                         |
| GEBURTSORT       | Irland                                                         |
| STERBEDATUM      | 18. März 588                                                   |
| STERBEORT        | Lucca                                                          |